# گروه فناوری عمومی چین
گروه فناوری عمومی چین (انگلیسی: China General Technology Group) شرکت دولتی خوشه‌ای چینی است، که در سال ۱۹۹۸ توسط سازمان ساساک تأسیس شد.